# Élisée Mautaint
 (février 2024).
Si vous disposez d'ouvrages ou d'articles de référence ou si vous connaissez des sites web de qualité traitant du thème abordé ici, merci de compléter l'article en donnant les références utiles à sa vérifiabilité et en les liant à la section « Notes et références ».
Élisée Mautaint (1906-2000) est un militant syndicaliste et résistant français emblématique de la résistance à l'occupation en Mayenne. Il est né le 7 août 1906 à Château-Gontier, et décédé le 9 octobre 2000 au Coudray et a exercé comme instituteur puis inspecteur de la Jeunesse et des Sports.

## Biographie

### Activité dans la résistance
Alors directeur de l'école de Fromentières, Élisée Mautaint prend contact au mois de mai 1941 avec Pierre Coste qui le charge de rechercher et prospecter le sud de la Mayenne pour monter des groupes de résistance intérieure. Secrétaire de mairie-instituteur, avec sa femme Berthe Mautaint, il se charge de fournir à ceux qui en avaient besoin de fausses cartes d'identité et tickets de rationnement.
Sous le pseudonyme Moreau, Élisée Mautaint est le responsable du mouvement de résistance intérieure : Groupe de résistance de Château-Gontier, pour l'arrondissement de Château-Gontier, affilié à Libération-Nord.
C'est un mouvement d'inspiration à la fois syndicale et socialiste. Pour la Mayenne, il voit le jour à Laval, au printemps de 1943, à la suite d'une réunion clandestine à la Maison du Peuple, 14, rue Noémie-Hamard, où se retrouvent d'une part, venant de Paris, François Tanguy-Prigent et Pierre Neumeyer, d'autre part des Mayennais parmi lesquels Pierre Boursicot, Auguste Beuneux, Pierre Coste.
L'activité clandestine du groupe consistait en la recherche de terrains d'atterrissage et de parachutage, de lieux où recevoir et cacher armes et munitions et en la préparation du transport de celles-ci.
Cinq sections sont créées avec pour responsables : 
- André Counord, Robert Lemonnier et Ripoche pour Château Gontier ;
- Camus pour Meslay ;
- Boursiol assurant les liaisons dans tout l'arrondissement.

Élisée Mautaint est le représentant du premier comité départemental de libération clandestin. Responsable de l'organisation militaire du sud de la Mayenne, il confie la mission d'implantation des groupes de Résistance à André Counord. 
À la suite de l'arrestation de Pierre Coste début mai 1944, recherché par les Allemands, Mautaint part se cacher près de Couesmes-en-Froulay, tandis que sa femme et sa belle-sœur sont arrêtées et internées. Il garda néanmoins le contact avec les responsables de Libération-Nord. Le 14 juin, il revint secrètement dans le Sud-Mayenne et fut hébergé chez Jean Niobé, directeur d’école et responsable local de la résistance pour la région de Craon. Le 6 août 1944, jour de la libération de Craon, il établit la liaison avec l'armée américaine. Ce même jour, pendant que la foule acclamait les Américains, Mautaint et Niobé arrêtèrent deux collaborateurs notoires. Dans la journée, une voiture les conduisit à Laval, accompagnés du docteur Simon Faligant, où ils rejoignirent à l’hôtel de ville le préfet Robert Dupérier et le docteur Paul Mer, président du comité départemental de libération. Dans la nuit du 6 août au 7 août, accompagnés d'agents et de gendarmes, Mautaint attaque les troupes allemandes à la tête de 200 hommes et libère Château-Gontier.

## Distinction
- Médaille de la Résistance française (31 mars 1947)[2]

## Hommage
- Une école porte le nom "Élisée et Berthe Mautaint" à Fromentières.